# 信楽峻麿
信楽 峻麿（しがらき たかまろ、1926年9月15日 - 2014年9月26日）は、日本の真宗学者。文学博士、仏教伝道協会理事長、元龍谷大学長、浄土真宗本願寺派教円寺住職。広島県賀茂郡豊栄町（現：東広島市）生まれ。

## 略歴
- 1942年 - 浄土真宗本願寺派得度
- 1949年 - 龍谷大学専門部卒業
- 1955年 - 龍谷大学大学院文学研究科真宗学専攻修了
- 1958年 - 龍谷大学文学部助手
- 1970年 - 龍谷大学文学部教授
- 1978年 - ハワイ大学宗教学部、バークレー・アメリカ仏教大学院留学
- 1989年 - 龍谷大学学長に就任
- 1995年 - 龍谷大学学長を退任、名誉教授に就任
- 1995年 - 仏教伝道協会理事長。2008年まで
- 2014年 - 慢性呼吸不全のため死去[1]。

## 批判
親鸞自身の仏教領解と本願寺教団の伝統的親鸞理解を峻別した。そのため浄土真宗の正統教義である「信心正因・称名報恩」を否定しており、問題視されている。

## 受賞歴
- 2012年 仏教伝道文化賞

## 著書
- 『浄土教における信の研究』永田文昌堂、1975年
- 『真宗教団論 まことの念仏サンガ建立をめざして』永田文昌堂、1975年
- 『真宗入門 ここに生命のふる里がある』百華苑、1977年
- 『現代真宗教学』永田文昌堂 1979年
- 『宗教と現代社会 親鸞思想の可能性』法蔵館 1984年
- 『親鸞の道 まことの自立をめざして』永田文昌堂 1986年
- 『近代真宗教団史研究』法藏館、1987年
- 『近代真宗思想史研究』法藏館、1988年
- 『この道をゆく』永田文昌堂 1988年
- 『親鸞における信の研究』（上・下）法藏館、1990年
- 『仏教の生命観』法藏館、1994年
- 『龍谷の日々』法藏館、1995年
- 『親鸞思想を生きる』法藏館、1995年
- 『教行証文類講義』全9巻 法藏館 1998年-2005年
- 『真宗の大意』法藏館、2000年
- 『親鸞さまの求道』法蔵館、2001年
- 『親鸞とその思想』法藏館、2003年
- 『念仏者の道』法藏館、2004年
- 『親鸞と浄土教』法蔵館、2004年
- “Sogar der Gute wird erlöst, um wie viel mehr der Böse. Der Weg des buddhistischen Meisters Shinran.” Übersetzt und mit einem Vorwort versehen von Volker Zotz (フォルカー・ツォッツ). Kairos Edition, Luxembourg 2004年, ISBN 2-9599829-2-4
- “A life of Awakening The heart of the Shin Buddhism”共著、法藏館、2005年
- 『信楽峻麿著作集』全10巻 法蔵館 2007年-2010年
第1巻　浄土教における信の研究 改訂 2007年
第2-3巻 親鸞における信の研究 : 改訂. 上巻. 2007年
第4-5巻　歎異抄講義　2008年
第6-7巻 (真宗教義学原論) 2008年
第8-10巻 (尊号真像銘文講義) 2010年
- 『親鸞に学ぶ人生の生き方』（法藏館、2008年）
- 『現代親鸞入門』法藏館 2010年 （真宗学シリーズ）
- 『真宗学概論』法藏館 2010年 （真宗学シリーズ）
- 『浄土教理史』法藏館 2010年 （真宗学シリーズ）
- 『真宗求道学』法藏館 2011年 （真宗学シリーズ）
- 『真宗教学史』法藏館 2011年 （真宗学シリーズ）
- 『真宗聖典学』1-2 法蔵館 2012年 （真宗学シリーズ）
- 『教行証文類』法藏館 2013年 （真宗学シリーズ）
- 『真宗聖典学（水）正信念仏偈』法蔵館、2013年

### 記念論集
- 『親鸞と浄土教 信楽峻麿教授還暦記念論集』永田文昌堂 1986年

### 論文
- CiNii>信楽峻麿
- INBUDS>信楽峻麿
- 信楽峻麿教授主要論文